# 소프위드

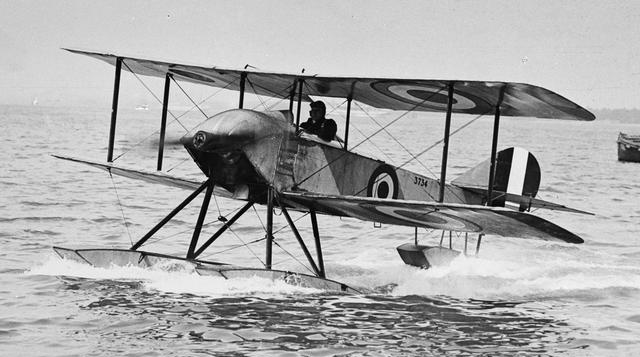

소프위드(Sopwith)는 영국의 전투기 개발업체이다.

## 같이 보기
- 항공기 제조업체 목록